# ISO 29993
Die ISO 29993 mit dem Titel „Lerndienstleistungen jenseits der formalen Bildung - Dienstleistungsanforderungen“ (ISO 29993:2017 - Learning services outside formal education - Service requirements) ist eine internationale Norm, die Anforderungen an die Erbringung von Lerndienstleistungen stellt. Sie ist durch das Gremium DIN NA 159-02-04 AA ins Deutsche übersetzt wurden und als deutsche Norm (DIN-Norm) seit Oktober 2018 publiziert.
Die ISO 29993 bildet zusammen mit der ISO 21001 die adäquate Nachfolge der ISO 29990, die die erste Norm im Markt der Bildung- und Lerndienstleistungen war.
Die ISO 29990 bildete in ihrer Struktur sowohl Serviceanforderungen als auch Managementanforderungen ab. Mit der High Level Structure möchte ISO allerdings eine strikte Trennung dieser zwei Anforderungen bezwecken. So werden Normen seit 2015 in Service- und Managementstandards/-normen unterschieden. Die ISO 29990 war allerdings eine Hybrid-Norm, die eine Kombination zwischen diesen beiden Normen bildete. Aus diesem Grund wurde sie zurückgezogen und durch zwei adäquate Nachfolgenormen ersetzt: die ISO 29993:2018 und die ISO 21001:2018. Dabei bildet die ISO 29993 die Anforderungen eines Servicestandards ab. Die ISO 21001 stellt Anforderungen an ein Managementsystem. Beide in Ergänzung ersetzen die ISO 29990 in einer wesentlich verbesserten Form, müssen jedoch nicht zusammen verwendet werden. Sie können abhängig von den Interessen des Normanwenders kombiniert, aber auch getrennt voneinander verwendet werden.
Das Ziel der ISO 29993 ist es, Anwendern entsprechende Mehrwerte zu liefern. Mögliche Anwender sind Bildungs- und Lerndienstleister, Lernende, Lernbegleiter, Sponsoren, Arbeitgeber, Kollegen der Lernenden, die Regierung oder die Gesellschaft. Prinzipiell versucht die ISO 29993 interessierten Parteien eine fundierte Entscheidung zu ermöglichen, ob und in welchem Umfang ein Bildungs- und Lerndienstleister geeignet ist.

## Zuständige Gremien für die Erarbeitung und Überprüfung
Bildungsdienstleistungen wurden bis zum Jahr 2006 im DIN und der ISO nur in Komitees behandelt, die einen anderen Schwerpunkt als die Bildung hatten. Die Zielsetzungen ihrer Normungstätigkeit bei bildungsrelevanten Standards waren immer in den Zuständigkeitsbereich (Scope) der jeweiligen Komitees eingebettet und diesem untergeordnet. Vor diesem Hintergrund hat das DIN Anfang 2006 einen eigenständigen Arbeitsausschuss für Bildungsdienstleistungen DIN NA 159-02-04 AA gebildet und bei der ISO die Einrichtung eines Technischen Komitees für Bildungsdienstleistungen beantragt.
Der nationale Arbeitsausschuss DIN NA 159-02-04 AA ist zuständig für die Bearbeitung aller mit Dienstleistungen in der Weiterbildung in Zusammenhang stehenden Normungsvorhaben auf nationaler, europäischer und internationaler Ebene. Im September 2006 hat die ISO nach einer überaus positiven Reaktion von nationalen Normungsorganisationen der Initiative stattgegeben und das ISO/TC 232 eingerichtet. Seither existiert ein eigenständiges Technisches Komitee für Lerndienstleistungen, das den pädagogischen Prozess und die Sicherung der Bildungsqualität in den Mittelpunkt seiner Tätigkeit stellt. Das DIN hält das Sekretariat und stellt den Chairman dieses Komitees.
Das ISO/TC 232 besteht aus 26 Ländern als stimmberechtigte Mitglieder (P-Member) und aus 22 Ländern als beobachtende Länder (O-Member). Im Zentrum der Arbeit des ISO/TC 232 steht die Normung, Standardisierung und Spezifikation im Bereich der Bildungs- und Lerndienstleistungen. Dabei wird ein Fokus auf Managementsysteme, Lernbegleiter, die Bewertung des Lernens, die Terminologie und ethisches Verhalten gelegt, ist jedoch nicht nur darauf limitiert.

## Entstehung und Hintergrund der ISO 29993
Die ISO 29993 wurde primär entwickelt, um das Qualitätsverständnis in der Bildungsbranche zu fördern und Interessenten dabei zu unterstützen, eine fundierte Entscheidung über die Inanspruchnahme von Lerndienstleistungen zu ermöglichen.
Die internationalen Märkte unterliegen sogenannten Megatrends des 21. Jahrhunderts. Auch der Bildungsmarkt wird beeinflusst durch die Globalisierung und Internationalisierung der Märkte, dem demographischen Wandel, der Industrie 4.0 und dem Wissensmanagement. Das Lernen rutscht in einen anderen und entscheidenden Fokus. Die am besten Lernenden am Markt werden bestehen. Getreu dem Motto von Charles Darwin:
„Es ist nicht die stärkste Spezies die überlebt, auch nicht die intelligenteste, es ist diejenige, die sich am ehesten dem Wandel anpassen kann.“
Die Einführung neuen Wissens, der Erhalt und die Optimierung sowie Archivierung vorhandenen Wissens stellen damit eine Herausforderung dar. Die ISO 29993 wurde publiziert, um Lerndienstleistern bei der Entwicklung, dem Design, der Durchführung, der Evaluation und der Verbesserung einen Leitfaden zur Verfügung zu stellen.

## Anwendungsbereich und Anwender
Die ISO 29993 ist inhaltlich auf non-formale Lerndienstleistungen beschränkt. Es wurden ursprünglich auch nur non-formale Lerndienstleister und deren interessierte Parteien targetiert. Die formale Bildung wurde ausgeschlossen. Dennoch kann auch die formale Bildung Mehrwerte aus den Anforderungen der ISO 29993 ziehen. Die Ursache hierfür ist allein durch die Historie des Komitees gegeben. Mit Gründung des Komitees wurde bis 2018 folgender Scope festgelegt:
„Standardization of requirements for learning services provided outside formal education, including vocational and professional education and training. 
Note: What is included in „formal education“ varies depending on the standard user's jurisdictional domain. Standards developed by ISO/TC 232 are primarily intended for providers of learning services outside formal education. However, they may be considered useful by entities providing any kind of learning service. Excluded: 
The development of standards in the field of information technologies for learning, education and training. 
The TC will take into account people with disadvantages and/or special needs. 
The TC will take into account ISO's global relevance policy as regards the parts of the world not directly represented in the TC work.“
Die formale Bildung war bis 2018 ein ausschließlicher Bestandteil des ISO/PC 288. Hierbei handelte es sich um ein Projektkomitee das eingerichtet wurde, um einen Managementstandard für die formale Bildung zu entwickeln. Mit der Publikation des Managementstandards, der ISO 21001, hätte das Projektkomitee aufgelöst werden sollen.
Durch Veränderungen des TC 232 (ISO-Strategie) und die Nominierung eines neuen Chairman, Herrn Florian Mai, wurde der Scope erweitert und angepasst.
Übliche Normanwender sind zum Beispiel:
- Akademien
- Weiter- und fortbildende Schulen und Schulungen
- Seminaranbieter
- Vortragende
- Fahrschulen
- Trainer
- Coaches
- Dozenten
- Berater
- Anbieter von eLearning
- Blogger, Influencer und Betreiber von Online-Video-Plattformen (z. B. YouTube)
- Aus- und Weiterbildungsunternehmen

Auch wenn ursprünglich in der ISO 29993 nicht gezielt Schulen, Hochschulen, Universitäten und sonstige Lerndienstleistungen des öffentlichen Bereichs einbezogen wurden, so existiert doch ein reges Interesse. Insbesondere die internationalen Märkte (Länder wie China, Japan, die USA, Chile, Frankreich) sind begeisterte Anwender der ISO 29993 in der formalen Bildung.

## Aufbau der Norm
Die Internationale Norm ISO 29993 hat 14 Kapitel. Kapitel 1 definiert den Anwendungsbereich (siehe oben). Kapitel 2 erläutert normative Verweisungen, die allerdings in der ISO 29993 nicht vorliegen. Kapitel 3 erläutert Begriffe, die in der Norm Verwendung finden. Die weiteren Inhalte gliedern sich wie folgt:
- Nationales Vorwort
- Nationaler Anhang NA (informativ)
- Vorwort
- Einleitung

1. Anwendungsbereich
2. Normative Verweisungen
3. Begriffe
4. Von dem LDL zur Verfügung gestellte allgemeine Informationen
5. Angebotsentwicklung
6. Vor der Inanspruchnahme der Lerndienstleistung zur Verfügung gestellte Informationen
7. Lernbedarfsanalyse
8. Entwicklung der Lerndienstleistung
9. Informationen über die Lerndienstleistungen für angemeldete Lernende oder ihre Sponsoren
10. Erbringung der DienstleistungUnterkapitel anzeigen
11. Lernbegleiter
12. Bewertung der Lernfortschritte
13. Monitoring und Evaluation der Lerndienstleistung
14. Abrechnung

- Literaturhinweise (informativ)

## Umsetzungshilfen
Neben der Norm selbst existiert von DIN und ISO selbst nur eine „Information zum Übergang von ISO 29990 zu ISO 21001 und ISO 29993“. 